# 유령거미속
유령거미속(Pholcus)은 거미목 유령거미과의 속으로, 거미의 일종이다.

## 종
- 집유령거미